# Servaääre
Servaääre is een plaats in de Estlandse gemeente Toila, provincie Ida-Virumaa. De plaats heeft de status van dorp (Estisch: küla).

## Bevolking
Het dorp had 14 inwoners op 31 december 2011 en 12 inwoners op 31 december 2021.